# Jiří Fischer
Jiří Fischer (* 31. července 1980, Hořovice) je bývalý český hokejový obránce a trenér. Momentálně pracuje jako manažer české hokejové reprezentace.

## Kariéra
Vyrůstal v Berouně a s pomoci svého otce a berounského hokejového trenéra vyrostl v silného a motivovaného hráče. Draftován Americkou juniorskou ligou, začal svou pouť za svým snem stát se nejlepším obráncem na světě. Další zastávkou byl Detroit Red Wings, kde se s číslem 2 prosadil a vyhrál Stanley Cup.
Nyní pracuje pro mládež klubu Detroit Red Wings a za tuto práci byl také zapsán při vítězství Red Wings v playoff NHL 2007/2008 na Stanley Cup. Stal se tak první Čechem, který byl zapsán na tento pohár nejen jako hráč, ale i jako funkcionář.

## Rodina
Fischer byl ženatý, ovšem vztah se roku 2012 rozpadl. Zůstali z něj dva synové, Brayden a Lukáš. Oba dva se věnují lednímu hokeji.

## Zdravotní problémy
V roce 2005 nastal zlom. Náhle a bez varovaní zkolaboval během zápasu a jen rychlý zásah lékařů zabránil nejhoršímu. Takové štěstí však neměl o tři roky později jeho ruský protějšek Alexej Čerepanov který v té době hrál s Jaromírem Jágrem. Jiří Fischer ukončil svoji aktivní hokejovou kariéru, ale i nadále pracuje pro organizaci Detroit Red Wings, kde se stará o vývoj mladých hráčů.

## Ocenění a úspěchy
- 1998 CHL – Top Prospects Game
- 1999 CHL – Druhý All-Star Tým
- 1999 QMJHL – Emile Bouchard Trophy
- 1999 QMJHL – První All-Star Tým
- 2005 ČHL/SHL – Utkání hvězd české a slovenské extraligy

## Prvenství
- Debut v NHL – 13. října 1999 (Detroit Red Wings proti St. Louis Blues)
- První asistence v NHL – 8. prosince 1999 (Detroit Red Wings proti Nashville Predators)
- První gól v NHL – 17. března 2001 (Colorado Avalanche proti Detroit Red Wings)

## Klubové statistiky
| Sezóna       | Klub                    | Soutěž       |     | Základní část | Základní část | Základní část | Základní část | Základní část |   | Play off | Play off | Play off | Play off | Play off |
| Sezóna       | Klub                    | Soutěž       | Z   | G             | A             | B             | TM            | Z             | G | A        | B        | TM       |          |          |
| 1997–98      | Hull Olympiques         | QMJHL        | 70  | 3             | 19            | 22            | 112           | 11            | 1 | 4        | 5        | 16       |          |          |
| 1998–99      | Hull Olympiques         | QMJHL        | 65  | 22            | 56            | 78            | 141           | 23            | 6 | 17       | 23       | 44       |          |          |
| 1999–00      | Detroit Red Wings       | NHL          | 52  | 0             | 8             | 8             | 45            | —             | — | —        | —        | —        |          |          |
| 1999–00      | Cincinnati Mighty Ducks | AHL          | 7   | 0             | 2             | 2             | 10            | —             | — | —        | —        | —        |          |          |
| 2000–01      | Detroit Red Wings       | NHL          | 55  | 1             | 8             | 9             | 59            | 5             | 0 | 0        | 0        | 9        |          |          |
| 2000–01      | Cincinnati Mighty Ducks | AHL          | 18  | 2             | 6             | 8             | 22            | —             | — | —        | —        | —        |          |          |
| 2001–02      | Detroit Red Wings       | NHL          | 80  | 2             | 8             | 10            | 67            | 22            | 3 | 3        | 6        | 30       |          |          |
| 2002–03      | Detroit Red Wings       | NHL          | 15  | 1             | 5             | 6             | 16            | —             | — | —        | —        | —        |          |          |
| 2003–04      | Detroit Red Wings       | NHL          | 81  | 4             | 15            | 19            | 75            | 11            | 1 | 0        | 1        | 16       |          |          |
| 2004–05      | Bílí Tygři Liberec      | ČHL          | 27  | 6             | 12            | 18            | 52            | 11            | 1 | 4        | 5        | 22       |          |          |
| 2004–05      | HC Berounští Medvědi    | 1.ČHL        | 1   | 0             | 0             | 0             | 25            | —             | — | —        | —        | —        |          |          |
| 2005–06      | Detroit Red Wings       | NHL          | 22  | 3             | 5             | 8             | 33            | —             | — | —        | —        | —        |          |          |
| Celkem v NHL | Celkem v NHL            | Celkem v NHL | 305 | 11            | 49            | 60            | 295           | 38            | 4 | 3        | 7        | 55       |          |          |

## Reprezentace
| Rok                    | Tým                    | Soutěž                 | Z  | G | A | B | TM |
| ---------------------- | ---------------------- | ---------------------- | -- | - | - | - | -- |
| 1997                   | Česko 18               | ME-18                  | 6  | 1 | 0 | 1 | 8  |
| 2004                   | Česko                  | SP                     | 4  | 0 | 0 | 0 | 2  |
| 2004–05                | Česko                  | EHT                    | 5  | 0 | 0 | 0 | 6  |
| 2005                   | Česko                  | MS                     | 9  | 0 | 1 | 1 | 4  |
| Juniorská reprezentace | Juniorská reprezentace | Juniorská reprezentace | 6  | 1 | 0 | 1 | 8  |
| Seniorská reprezentace | Seniorská reprezentace | Seniorská reprezentace | 18 | 0 | 1 | 1 | 12 |